# Trứng (sinh học)

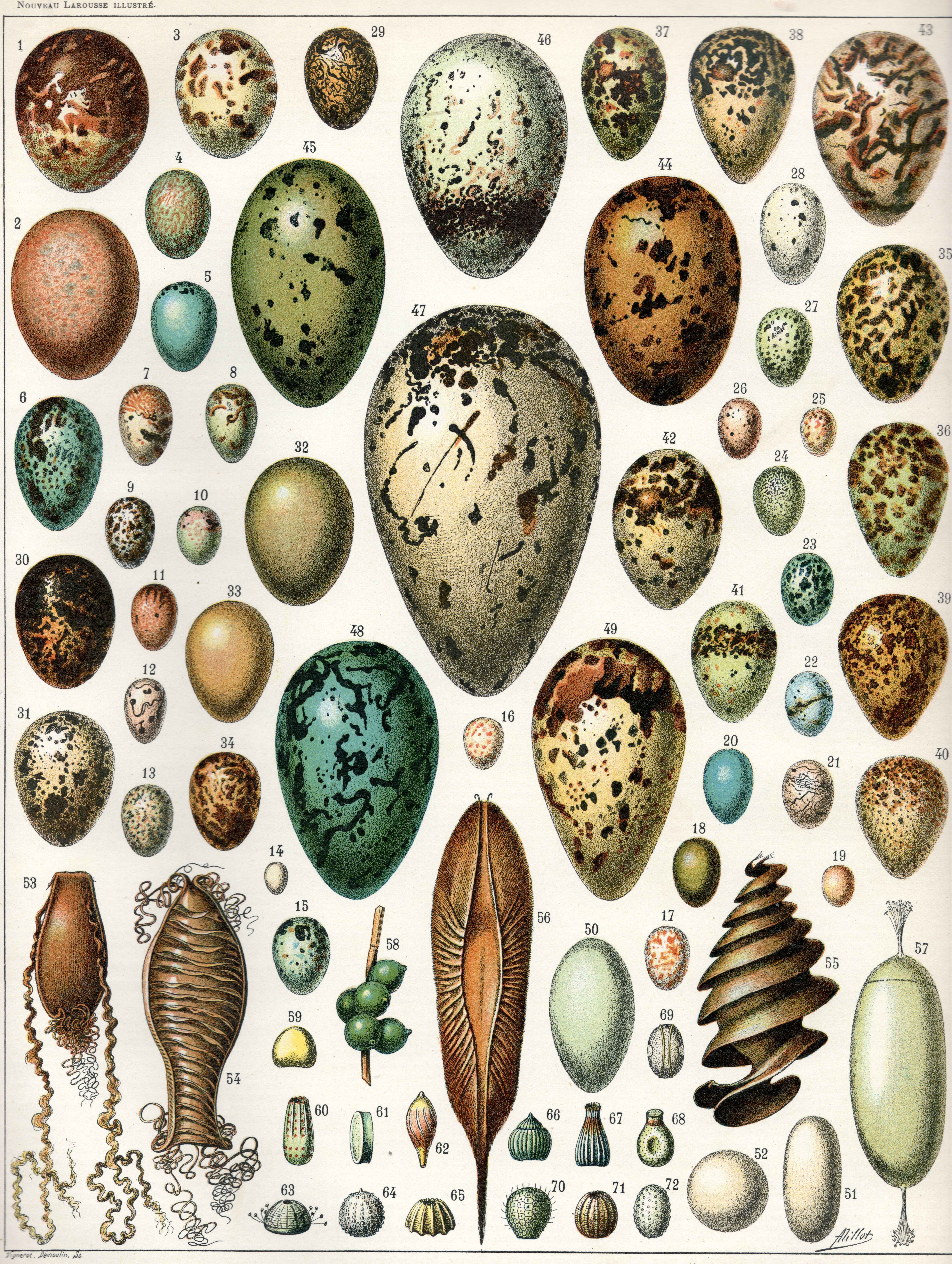
Trứng chim và các loại trứng khác

Ở hầu hết các loài chim, rùa, côn trùng, cá, động vật thân mềm và hay loài động vật có vú (thú lông nhím và thú mỏ vịt), trứng là một hợp tử được tạo ra bằng cách thụ tinh noãn, hợp tử này được đưa ra khỏi cơ thể và cho phép phát triển ngoài cơ thể cho đến khi phôi có thể tự sống được.
Trứng rùa, chim, động vật đơn huyệt được đẻ trong nước, và có lớp vỏ bảo vệ. Các màng đặc biệt bảo vệ các trứng này đặc trưng cho tất cả các động vật có màng ối bao gồm cả động vật có vú.
Đối với các trứng sinh ra trong nước, trứng thường được ấp hoặc được giữ trong khoảng nhiệt độ thuận lợi để nuôi dưỡng nó và bảo vệ sự phát triển của phôi. Khi phôi đủ độ trưởng thành nó phá vỡ trứng. Một số phôi có răng trứng tạm để phá vỡ vỏ hoặc màng bao bọc.

Cấu tạo bên trong của một quả trứng gà

Trứng đà điểu nặng 1,5 kg là trứng lớn nhất đã được biết đến, mặc dù loài Aepyornis và một số khủng long tiệt chủng có trứng lớn hơn. Bee Hummingbird (một loại chim ruồi) sinh ra trứng (chim) nhỏ nhất với khối lượng chỉ 0,5 gram. Trứng rùa và hầu hết loài cá có thể nhỏ hơn, và trứng của các loài côn trùng và các động vật không xương sống vẫn có thể nhỏ hơn nhiều.